# Und die Großen lässt man laufen
Der Kriminalroman Und die Großen lässt man laufen (schwedischer Originaltitel: Polis, polis, potatismos!) des schwedischen Autorenpaars Maj Sjöwall und Per Wahlöö ist der sechste Band der zehnbändigen Krimi-Reihe Roman om ett brott (Roman über ein Verbrechen) mit Kommissar Martin Beck. In Schweden erschien der Roman 1970, in der Bundesrepublik Deutschland 1972 und in der DDR 1988.

## Handlung

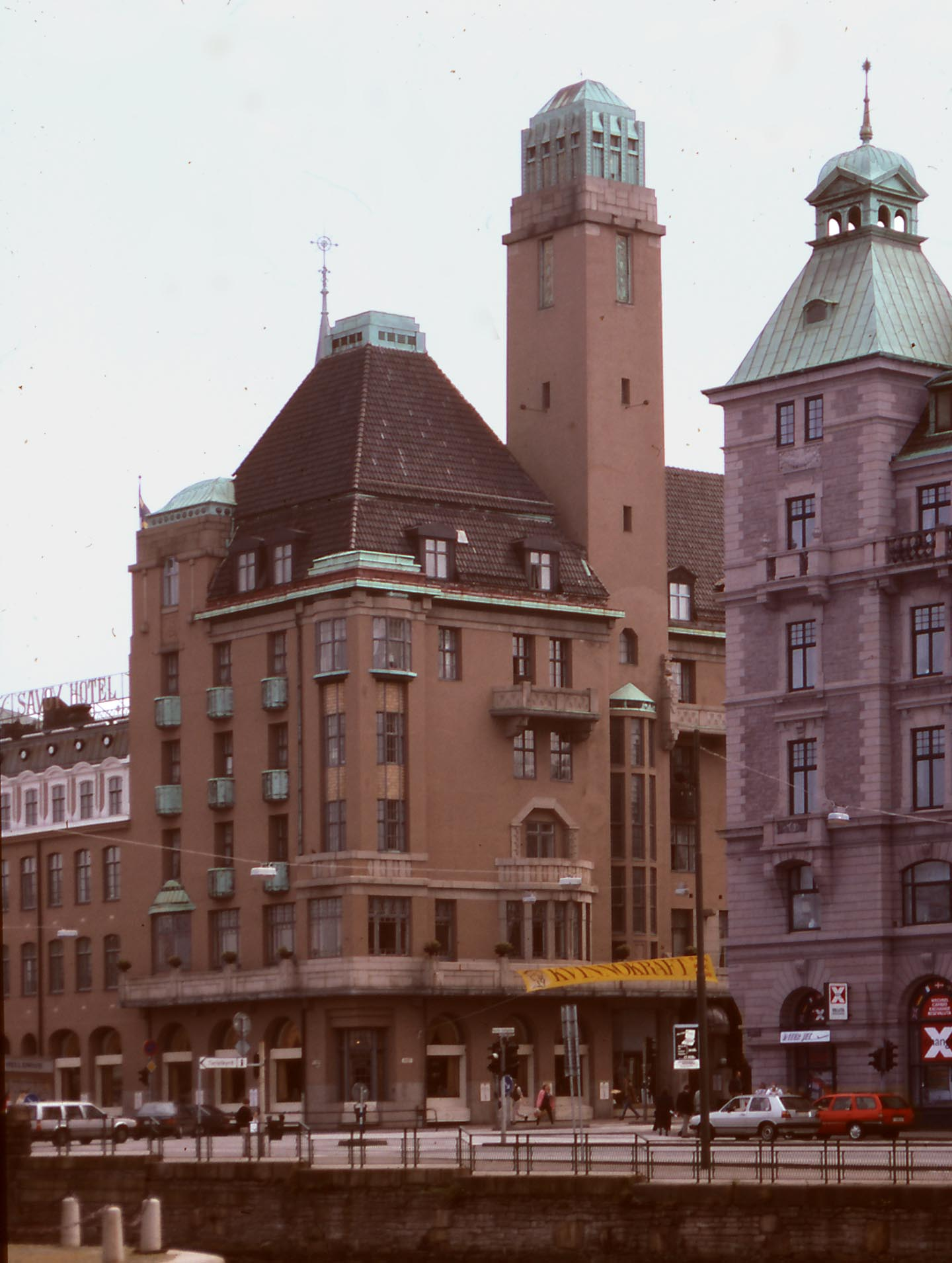
Das Hotel Savoy in Malmö

Viktor Palmgren, Chef eines großen Industriekonzerns, wird bei einem Abendessen im Hotel Savoy in Malmö von einem unbekannten Mann, der nach der Tat flüchten kann, erschossen. Kommissar Martin Beck, der die Leitung der Ermittlung übernimmt, findet zunächst zwar wenig zum Täter, dafür Überraschendes zum Opfer heraus. Hinter der Fassade legaler Geschäfte hatte Palmgren das meiste Geld mit Waffengeschäften verdient. 
Im Verlauf der Ermittlung stellt sich heraus, dass Bertil Svensson Palmgren erschossen hat, weil dieser seine Arbeitslosigkeit, den Verlust seiner Wohnung und letztlich auch den Verlust seiner Familie verursacht hatte. Svensson gesteht und wird verhaftet, während Palmgrens skrupellose Geschäftspartner weitgehend unbehelligt bleiben.

## Titel
Der deutsche Titel spielt an auf die Redewendung Die kleinen Diebe hängt man und die großen lässt man laufen. 
Im Englischen wurde der Buchtitel Murder at the Savoy gewählt, nach dem Namen des Hotels, in dem der Mord geschieht. 
Der schwedische Originaltitel lautet Polis, polis, potatismos! (auf Deutsch: „Polizei, Polizei, Kartoffelbrei!“). Die Streifenpolizisten Kristiansson und Kvant fühlen sich durch einen Dreijährigen beschimpft, der ihnen diese Worte zuruft, was zur Folge hat, dass die Polizisten den Jungen und dessen Vater verwarnen, statt den Verdächtigen festzunehmen. In der deutschen Übersetzung sagt der Junge: „Bi-Ba-Bullenpack!“, ohne Zusammenhang mit der Handlung, der im Original darin besteht, dass die „beschimpften“ Polizisten gerade Würstchen mit Kartoffelbrei essen, als der Vater mit dem Jungen vorbeikommt. Auch in der Neuübersetzung des Buches, die 2008 bei rororo erschien, fehlt dieser inhaltliche Bezug.

## Adaptionen
- Das Buch wurde 1993 in einer schwedisch-deutschen Produktion verfilmt; Regisseur war Per Berglund.
- 2003 erschien ein Hörbuch zum Roman, der Text wurde gelesen von Charles Wirths und Joachim Nottke.